# زورقک نپتون آفریقایی
زورقک نپتون آفریقایی (نام علمی: Cymbium pepo) نام یک گونه از سرده زورقک‌ها است.